# Catuna oberthueri
Catuna oberthueri е вид пеперуда от семейство Многоцветници (Nymphalidae). Видът не е застрашен от изчезване.

## Разпространение
Разпространен е в Габон, Гана, Демократична република Конго, Екваториална Гвинея, Камерун, Кот д'Ивоар, Либерия, Нигерия, Сиера Леоне, Танзания и Централноафриканска република.